# نانسی لودینگتون
نانسی لودینگتون (انگلیسی: Nancy Ludington؛ زادهٔ ۲۵ ژوئیهٔ ۱۹۳۹) اسکیت‌باز نمایشی اهل ایالات متحده آمریکا است.